# Gőgös Zoltán
Gőgös Zoltán (Pápa, 1960. május 9. –) politikus, országgyűlési képviselő, 2014-től a Magyar Szocialista Párt elnökhelyettese, az MSZP Veszprém Megyei Területi Szövetségének elnöke.

## Családja
Nős. Felesége tanárnő. Két gyermekük van.

## Életpályája
A pápai Türr István Gimnáziumban érettségizett 1978-ban. Nyíregyházán a  Mezőgazdasági Főiskolán szerzett mezőgazdasági gépész üzemmérnöki oklevelet 1981-ben. Ezután 2000 végéig műszaki ágazatvezetőként dolgozott a Pápai Állami Gazdaságban, illetve ennek jogutódjánál, az Agroprodukt Rt.-nél. 1997-ben közgazdasági szakokleveles mérnök másoddiplomát szerzett a Pénzügyi és Számviteli Főiskola Zalaegerszegi Intézetében. 2001-től a Készenlét Mezőgazdasági Szolgáltató Rt. termelési igazgatója volt. 1989. októberben részt vett a Magyar Szocialista Párt alakuló kongresszusán.Az MSZP pápai szervezetének egyik alapítója, az elnökség tagja. 1996 és 1998 között az MSZP Veszprém megyei alelnöke volt, majd a megyei elnökhelyettes tisztségét töltötte be. 1998-tól a szocialisták Pápa és Környéke Szervezetének elnöke. Az 1990 tavaszi országgyűlési választásokon az MSZP képviselőjelöltjeként indult. 1994. december 11-i önkormányzati választásokon bekerült a pápai képviselő-testületbe, majd 1998-ban a Veszprém Megyei Önkormányzat Közgyűlésébe. 2002 áprilisában az MSZP Veszprém megyei területi listájáról jutott be a Parlamentbe. A Költségvetési és Pénzügyi Bizottság tagja, 2004. október 25-től az Országgyűlés Mezőgazdasági Bizottsága alelnökekének választották. 2002-ben ismét mandátumot szerzett a Pápa városi önkormányzatban. A 2006. évi országgyűlési választáson a megyei lista második helyéről szerzett országgyűlési képviselői mandátumot. 2006. július 1-től 2010-ig államtitkár volt  a Földművelésügyi és Vidékfejlesztési Minisztériumban. 2010-től ismét országgyűlési képviselő. 2012-től ő az MSZP Veszprém megyei elnöke. 2014. július 19-én  az MSZP elnökhelyettesévé választották. Parlamenti mandátumáról lemondott 2018-ban.